# E3 Saxo Classic

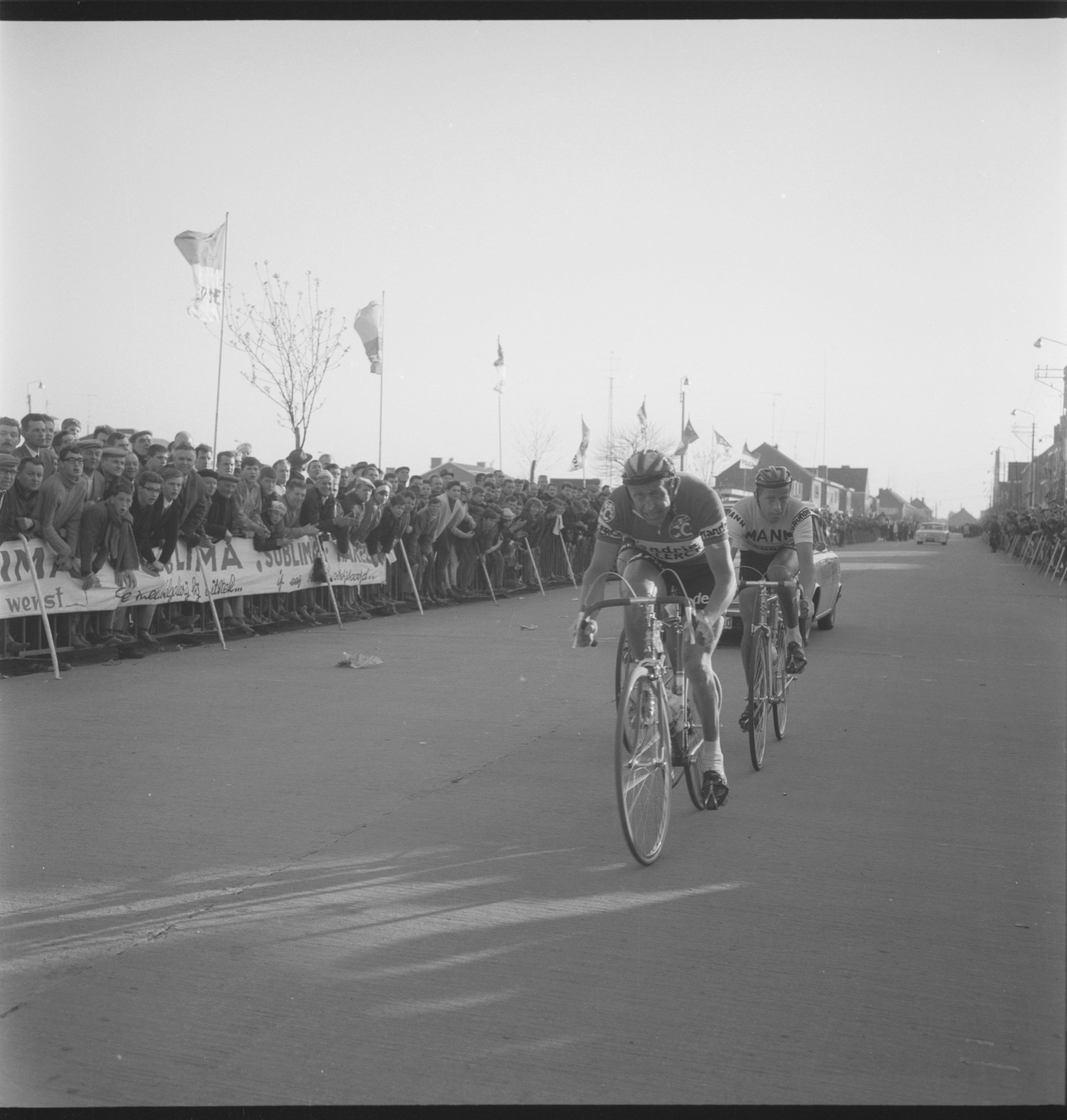
Aankomst van Armand Desmet tijdens de editie van 1967 (collectie KOERS. Museum van de Wielersport)

De E3 Saxo Classic, vroeger bekend als de E3 Harelbeke, is een jaarlijkse eendaagse wielerwedstrijd in Vlaanderen met start en aankomst in de stad Harelbeke. Het is een 210 kilometer lange wedstrijd voor eliterenners met een parcours doorheen de Vlaamse Ardennen. Sinds de eerste editie in 1958 wordt de wedstrijd georganiseerd door de wielerclub Hand in Hand.
Eerst gereden in 1958 als Harelbeke-Antwerpen-Harelbeke, is het een van de meer recentelijk gevestigde eendagsklassiekers. Het staat op de UCI World Tour-kalender, als onderdeel van een reeks gekasseide klassiekers in België en Noord-Frankrijk in maart en april. De koers wordt beschouwd als een belangrijk opwarmingsevenement voor de Ronde van Vlaanderen, een andere grote wielerwedstrijd die doorgaans de volgende week plaatsvindt.
Tom Boonen is recordhouder met vijf overwinningen, gevolgd door Rik Van Looy, die vier keer won.

## Kasseienkoers
De wedstrijd vindt plaats op een vrijdag, de week voor de Ronde van Vlaanderen, en vormt zo het begin van de Vlaamse Wielerweek. Het is de tweede in de reeks kasseienritten in België en Noord-Frankrijk die plaatsvinden over een periode van twee weken vanaf de woensdag na Milaan-San Remo tot Parijs-Roubaix. De E3 Harelbeke wordt met haar lage aantal aan kasseiklimmen vaak gezien als de kleine versie van de Ronde van Vlaanderen.
Sinds 2005 was de E3 Prijs Vlaanderen onderdeel van het continentale circuit, met name van de UCI Europe Tour. Op 1 september 2011 werd officieel bekendgemaakt dat de wedstrijd voor de periode 2012 tot 2015 deel ging uitmaken van de UCI World Tour. Daardoor wordt de wedstrijd sinds 2012 op de vrijdag voor Gent-Wevelgem gereden. In deze editie werd voor de eerste keer de Muur van Geraardsbergen opgenomen in de wedstrijd. Die helling was eerder geschrapt uit het parcours van de Ronde van Vlaanderen, wat een hele polemiek veroorzaakte bij de aanhangers van deze wedstrijd.
In de editie van 2012 versloeg Tom Boonen de Spaanse renner Óscar Freire in de spurt en won zo de wedstrijd voor de vijfde keer. Daarmee verbrak hij het vorige record van Rik Van Looy, dat sinds 1969 standhield. Na de wedstrijd bood Boonen hiervoor met een kwinkslag zijn verontschuldigingen aan bij De Keizer van Herentals.
In maart 2017 uitte Marc Claerhout, manager van de wedstrijd, de intentie om in 2018 voor de eerste maal een E3 Harelbeke voor vrouwen te organiseren.

## Ontstaan
| Door het inrichten van koersen de aandacht der inwoners terug ten gunste te stemmmen tegenover de wielersport, want alleen sport en nering van onze stad ten goede kan komen.— Wielerclub 'Hand in Hand', 1956 |

De koers werd opgericht door Hand in Hand, een wielerclub uit Harelbeke. In 1957 organiseerde de wielerclub voor het eerst een wedstrijd voor profs op een lokaal circuit. De wedstrijd kreeg veel belangstelling en betekende de start van een grote wielerwedstrijd.
Op zaterdag 3 mei 1958 werd de eerste Harelbeke-Antwerpen-Harelbeke verreden. De koers werd ook de Grote Peter Benoitprijs genoemd, naar de bekende Harelbeekse componist. Het startte om 12 uur 's middags en kruiste meer dan 200 kilometer doorheen Vlaanderen. Het parcours was rustig in de eerste helft met daarna belangrijke hindernissen als de Kluisberg, de Kruisberg, de Kwaremont en het Vossenhol. Het eigenlijke keerpunt van de koers lag in Sint-Niklaas, niet Antwerpen.
De aankomst van de eerste koers lag op de Verenigde Natiënlaan, vlak bij het stamcafé van de wielerclub: café Britannia.
De wedstrijden werden later verreden ten tijde van de aanleg van de E3 (later A14-E17), de autosnelweg tussen Kortrijk, Harelbeke en Antwerpen, en het parcours ging de eerste jaren dan ook van Harelbeke naar Antwerpen en vice versa.

## Benaming

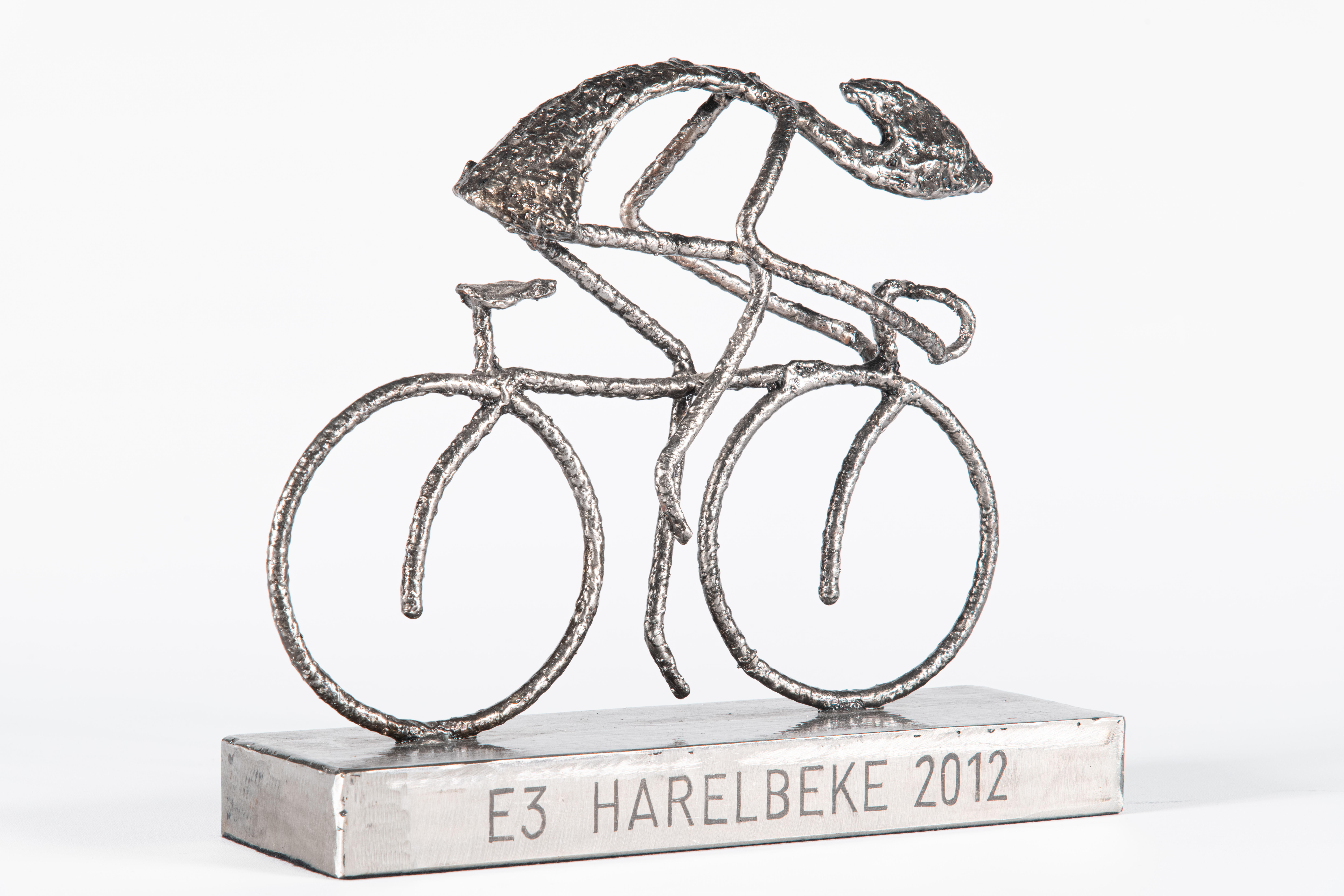
Trofee gewonnen door Tom Boonen in 2012 tijdens E3 Harelbeke (collectie KOERS. Museum van de Wielersport)

De wedstrijd werd in 1958 ingevoerd als Harelbeke-Antwerpen-Harelbeke en onderging in 1970 een eerste naamsverandering naar E3 Prijs Harelbeke. Vanaf 2003 volgden de nieuwe benamingen elkaar snel op, met E3 Prijs Vlaanderen tot 2012, E3 Prijs Vlaanderen-Harelbeke in 2013 en E3 Harelbeke tussen 2014 en 2016. Vanaf 2017 kwam er ook een titelsponsor bij met Record Bank E3 Harelbeke, die in 2019 overging in E3 BinckBank Classic. Vanaf 2021 werd de wedstrijd verreden onder de naam E3 Saxo Bank Classic. Sinds 2023 is de naam E3 Saxo Classic.

## Podia
| Jaar | Winnaar              | Tweede                 | Derde                |
| ---- | -------------------- | ---------------------- | -------------------- |
| 1958 | Armand Desmet        | Lucien Demunster       | Briek Schotte        |
| 1959 | Norbert Kerckhove    | Jan Zagers             | Norbert Van Tieghem  |
| 1960 | Daniel Doom          | Odiel Van Der Linden   | Petrus Oellibrandt   |
| 1961 | Arthur Decabooter    | Frans Aerenhouts       | André Noyelle        |
| 1962 | André Messelis       | Leopold Schaeken       | Frans De Mulder      |
| 1963 | Noël Foré            | Peter Post             | Jef Planckaert       |
| 1964 | Rik Van Looy         | Norbert Kerckhove      | Edgard Sorgeloos     |
| 1965 | Rik Van Looy         | Georges Van Coningsloo | René Thyssen         |
| 1966 | Rik Van Looy         | Willy Bocklant         | Joseph Spruyt        |
| 1967 | Willy Bocklant       | Jozef Huysmans         | Armand Desmet        |
| 1968 | Jaak De Boever       | Jozef Huysmans         | Herman Vanspringel   |
| 1969 | Rik Van Looy         | Georges Van Coningsloo | Willy Vekemans       |
| 1970 | Daniel Van Ryckeghem | Roger De Vlaeminck     | Roger Rosiers        |
| 1971 | Roger De Vlaeminck   | Georges Pintens        | Eddy Merckx          |
| 1972 | Hubert Hutsebaut     | Eddy Merckx            | Walter Godefroot     |
| 1973 | Willy In 't Ven      | Albert Van Vlierberghe | Walter Planckaert    |
| 1974 | Herman Vanspringel   | Freddy Maertens        | Frans Verbeeck       |
| 1975 | Frans Verbeeck       | Freddy Maertens        | Kees Bal             |
| 1976 | Walter Planckaert    | Walter Godefroot       | Daniel Verplancke    |
| 1977 | Dietrich Thurau      | Patrick Sercu          | Erik De Vlaeminck    |
| 1978 | Freddy Maertens      | Jan Raas               | Ronny De Witte       |
| 1979 | Jan Raas             | Frank Hoste            | Michel Pollentier    |
| 1980 | Jan Raas             | Sean Kelly             | Rik Van Linden       |
| 1981 | Jan Raas             | Ludo Delcroix          | Fons De Wolf         |
| 1982 | Jan Bogaert          | Roger De Vlaeminck     | Daniel Willems       |
| 1983 | William Tackaert     | Bert Oosterbosch       | Jan Jonkers          |
| 1984 | Bert Oosterbosch     | Eddy Planckaert        | Leo van Vliet        |
| 1985 | Phil Anderson        | Jozef Lieckens         | Eddy Planckaert      |
| 1986 | Eric Vanderaerden    | Frits Pirard           | Jos Lammertink       |
| 1987 | Eddy Planckaert      | Jelle Nijdam           | Marc Sergeant        |
| 1988 | Guido Bontempi       | Allan Peiper           | Eddy Planckaert      |
| 1989 | Eddy Planckaert      | Adrie van der Poel     | Marc Sergeant        |
| 1990 | Søren Lilholt        | Fabio Roscioli         | Adrie van der Poel   |
| 1991 | Olaf Ludwig          | Phil Anderson          | Uwe Raab             |
| 1992 | Johan Museeuw        | Wiebren Veenstra       | Eric Vanderaerden    |
| 1993 | Mario Cipollini      | Olaf Ludwig            | Jelle Nijdam         |
| 1994 | Andrei Tchmil        | Vjatsjeslav Jekimov    | Silvio Martinello    |
| 1995 | Bart Leysen          | Steffen Wesemann       | Carlo Bomans         |
| 1996 | Carlo Bomans         | Peter Van Petegem      | Wilfried Nelissen    |
| 1997 | Hendrik Van Dyck     | Paolo Fornaciari       | Brian Holm           |
| 1998 | Johan Museeuw        | Michele Bartoli        | Mirko Celestino      |
| 1999 | Peter Van Petegem    | Andrei Tchmil          | Frank Vandenbroucke  |
| 2000 | Sergej Ivanov        | Geert Van Bondt        | Chris Peers          |
| 2001 | Andrei Tchmil        | Steffen Wesemann       | Martin Hvastija      |
| 2002 | Dario Pieri          | Jo Planckaert          | Johan Museeuw        |
| 2003 | Steven de Jongh      | Steffen Wesemann       | Stijn Devolder       |
| 2004 | Tom Boonen           | Jaan Kirsipuu          | Andris Naudužs       |
| 2005 | Tom Boonen           | Andreas Klier          | Peter Van Petegem    |
| 2006 | Tom Boonen           | Alessandro Ballan      | Aart Vierhouten      |
| 2007 | Tom Boonen           | Fabian Cancellara      | Marcus Burghardt     |
| 2008 | Kurt-Asle Arvesen    | David Kopp             | Greg Van Avermaet    |
| 2009 | Filippo Pozzato      | Tom Boonen             | Maksim Iglinski      |
| 2010 | Fabian Cancellara    | Tom Boonen             | Juan Antonio Flecha  |
| 2011 | Fabian Cancellara    | Jürgen Roelandts       | Vladimir Goesev      |
| 2012 | Tom Boonen           | Óscar Freire           | Bernhard Eisel       |
| 2013 | Fabian Cancellara    | Peter Sagan            | Daniel Oss           |
| 2014 | Peter Sagan          | Niki Terpstra          | Geraint Thomas       |
| 2015 | Geraint Thomas       | Zdeněk Štybar          | Matteo Trentin       |
| 2016 | Michał Kwiatkowski   | Peter Sagan            | Ian Stannard         |
| 2017 | Greg Van Avermaet    | Philippe Gilbert       | Oliver Naesen        |
| 2018 | Niki Terpstra        | Philippe Gilbert       | Greg Van Avermaet    |
| 2019 | Zdeněk Štybar        | Wout van Aert          | Greg Van Avermaet    |
| 2020 | Niet verreden        | Niet verreden          | Niet verreden        |
| 2021 | Kasper Asgreen       | Florian Sénéchal       | Mathieu van der Poel |
| 2022 | Wout van Aert        | Christophe Laporte     | Stefan Küng          |
| 2023 | Wout van Aert        | Mathieu van der Poel   | Tadej Pogačar        |
| 2024 | Mathieu van der Poel | Jasper Stuyven         | Wout van Aert        |
| 2025 | Mathieu van der Poel | Mads Pedersen          | Filippo Ganna        |

### Meervoudige winnaars
| Overwinningen | Renner               | Land        | Jaren                        |
| ------------- | -------------------- | ----------- | ---------------------------- |
| 5             | Tom Boonen           | België      | 2004, 2005, 2006, 2007, 2012 |
| 4             | Rik Van Looy         | België      | 1964, 1965, 1966, 1969       |
| 3             | Jan Raas             | Nederland   | 1979, 1980, 1981             |
| 3             | Fabian Cancellara    | Zwitserland | 2010, 2011, 2013             |
| 2             | Eddy Planckaert      | België      | 1987, 1989                   |
| 2             | Johan Museeuw        | België      | 1992, 1998                   |
| 2             | Andrei Tchmil        | België      | 1994, 2001                   |
| 2             | Wout van Aert        | België      | 2022, 2023                   |
| 2             | Mathieu van der Poel | Nederland   | 2024, 2025                   |

### Overwinningen per land
| Overwinningen | Land                                                                                     |
| ------------- | ---------------------------------------------------------------------------------------- |
| 40            | België                                                                                   |
| 8             | Nederland                                                                                |
| 4             | Italië                                                                                   |
| 3             | Zwitserland                                                                              |
| 2             | Denemarken, Duitsland                                                                    |
| 1             | Australië, Moldavië, Noorwegen, Polen, Rusland, Slowakije, Tsjechië, Verenigd Koninkrijk |